# 森友莉世
森友 莉世（もりとも りせ、1997年10月17日 - ）は、日本の女性声優。ジャストプロ所属。

## 略歴
大阪にある音楽系の専門学校で音響や照明の勉強をしていた際に、声優の授業を体験したことでアフレコに興味を持ち、声優を志すようになる。
2017年8月 - 9月開催の「ヤオヨロズ声優発掘オーディション」に参加するためSHOWROOMを開始、オーディションでは5位となり審査員特別賞を受賞。
2018年、キャットミュージックカレッジ専門学校総合音楽専攻を卒業。
2018年4月からヤオヨロズボイスラボに入所、2019年4月よりジャストプロに所属。

## 人物
声優オーディションの不合格が続くなか、SHOWROOMでのオーディションでは、受賞できなかった際もファンからのメッセージが届くため励みになったと語っている。
尊敬する声優は内田真礼。

## 出演

### テレビアニメ
- 邪神ちゃんドロップキック（2018年、ママ）
- おとなの防具屋さん（2018年、弓子）
- WIXOSS DIVA(A)LIVE（2021年、柳由香里 / ゆかゆか[10]）
- シャインポスト（2022年、客）
- ちいかわ（2023年、グレーの子たち）

### 劇場アニメ
- ラブライブ!サンシャイン!! The School Idol Movie Over the Rainbow（2019年）
- 思い、思われ、ふり、ふられ（2020年）

### Webアニメ
- 猫がくれたまぁるいしあわせ（2018年、栫井ひかり）
- はじめましての高野山（2019年、カムロ・レイ）
- 言霊少女 the Animation -Microphone soul spinners-（2020年、大江いぶき）
- おとなの防具屋さんII ラグジュアリー版（2021年、もこりん）
- SPLASH ボートレーサーになりたい！～ボートレーサー募集～（2021年、女子高生）

### Web番組
- 新人声優が○○してみた!（2021年、YouTube）
- WIXOSS 公式配信番組 ディーヴァーズTV（YouTube）
- 【WIXOSS】ウィクロスステーション（第1回、第4回、Youtube）

### ゲーム
- LOST TRIGGER（2018年、キャリー[11]）
- Revolve ACT -S-（2018年、篝火の魔法使い）
- WarLocksZ（2019年、アイラ）

### 吹き替え
2020年
- マイ・ヒーリング・ラブ -あした輝く私へ-（イム・ジュア）
- 真心が届く（キム・ヘヨン）
- カンテク〜運命の愛～（ヨウル）
- SP 国家情報局：Mr.ZOO（ソヨン）
- ドルアニシリーズ 九藏喵窩（中国語版）（2020年、小望）

### ラジオ
- いがらむのMUSIC SHIP
- music show wave
- ラジオとラジコ（市川うららFM、毎月第4週メインパーソナリティ、2018年10月 - 2019年3月）
- 推しメン！〜DJにしちゃいまSHOW（ラジオNIKKEI、2019年6月パーソナリティ）

### ナレーション
- 奏かおるの1521キロを走り切れ（2019年）
- FC町田ゼルビアをつくろう〜ゼルつく〜#36#37（2020年10月30日、AbemaTV）[12]

### CM
- ポカリスエット「森友莉世-しゃべりSWEAT」（2019年[1]）
- ボートレースCMシリーズ『Splash ボートレーサーになりたい！』 スピンオフマンガ動画 第5弾（2021年、ハルカ役）

### イベント
- 即興舞台『リベルテ』vol.12,14(出演)
- 朗読劇『りーでぃんぐ☆ぱーてぃー vol.7』(出演)
- バラエティイベント『オトニワ！』(出演)
- ニコニコ生放送「GANMA!」1000万DL記念スペシャル(MC)
- ヤセ騎士のチーム対抗 芸能祭 春 2019(MC)
- ドリステ!! vol.2(MC)
- MOBILE GAME EXPERIENCE 2019_バトルロイヤルブース(MC)
- SHOWROOM×Trend Mapコラボ企画『川嶋あい 森友莉世 スペシャル対談』
- ティーチングイベント「ホワイト・エマではじめよう！ウィクロス体験会」東京会場
- WIXOSS「47都道府県ツアー ～5周年だよ 全員集合！～」
- ウィクロス学園祭

### その他
- トレカの洞窟館内アナウンス
- クルクル秋葉原店館内アナウンス
- WIXOSS公式アンバサダー「ウィクロスガールズ」（2019年）
- 言霊少女プロジェクト（2020年、大江いぶき[13]）
- AbemaTV『#シブザイル』#33「決め台詞はアドリブで！まんがアテレコKING」

### 雑誌
- 声優名鑑2019
- ウィクロスマガジン 2019 Autumn
- 声優名鑑2021 女性編
- 声優名鑑2022 女性編

## ディスコグラフィ

### 楽曲
| 発売日        | 曲名                                          | 作品                                                 | 媒体                    |
| ------------- | --------------------------------------------- | ---------------------------------------------------- | ----------------------- |
| 2020年6月30日 | TwinQueen                                     | 「言霊少女プロジェクト」(RabbyTwins、大江いぶき)     | Youtube、音楽サイト配信 |
| 2020年7月4日  | 『いーあるふぁんくらぶ(Cover & Rap arrange)』 | 「言霊少女プロジェクト」(RabbyTwins、大江いぶき)     | Youtube                 |
| 2021年1月25日 | 『M.A.D.W.』                                  | 「言霊少女プロジェクト」(RabbyTwins、大江いぶき)     | Youtube、音楽サイト配信 |
| 2021年8月26日 | 『永遠♡不滅 きゅるきゅる～ん』                | 「WIXOSS DIVA (A) LIVE」(きゅるきゅる～ん、ゆかゆか) | Youtube                 |